# Metagathotanais insulcatus
Metagathotanais insulcatus is een naaldkreeftjessoort uit de familie van de Anarthruridae. De wetenschappelijke naam van de soort is voor het eerst geldig gepubliceerd in 1988 door Bird & Holdich.